# Bitz
Bitz là một thị xã nằm ở huyện Zollernalbkreis, thuộc bang Baden-Württemberg, Đức.